# Pokojov
Pokojov (en allemand : Pokojau) est une commune du district de Žďár nad Sázavou, dans la région de Vysočina, en République tchèque. Sa population s'élevait à 154 habitants en 2020.

## Géographie
Pokojov se trouve à 9,5 km au sud-sud-est de Žďár nad Sázavou, à 24,5 km à l'est-sud-est de Jihlava à 126 km au sud-est de Prague.
La commune est limitée par Újezd et Březí nad Oslavou au nord, par Kotlasy à l'est, par Znětínek au sud, et par Bohdalov au sud et à l'ouest.

## Histoire
La première mention écrite de la localité date de 1483.

## Transports
Par la route, Pokojov se trouve à 13 km de Žďár nad Sázavou, à 29 km de Jihlava et à 149 km de Prague.